# 楊恭懿
楊 恭懿（よう きょうい、1225年 - 1294年）は、大元ウルスに仕えた漢人官僚の一人。字は元甫。京兆府高陵県の出身。

## 生涯
楊恭懿は博覧強記なことで知られており、金末の混乱期に親とともに郷里を離れた時も学業をやめなかったという。17歳の時に郷里に戻ると、貧困のために働かざるを得なくなったが、それでも暇を見つけて学問を続けた。
至元7年（1270年）に至ってクビライの腹心の部下である許衡が召し出そうとしたが、楊恭懿はこれに応じなかった。それでも許衡は自らが左丞になったことを機に、右丞相アントンを通じて正式に楊恭懿を召し出そうとしたが、至元10年（1273年）にも楊恭懿は病を理由にこれを断った。至元11年（1274年）に至って初めて楊恭懿は招聘に応じ、これを受けてクビライは国王和童を遣わし楊恭懿を労った。なお、楊恭懿とを推挙した許衡は詩を重んじる既存の学系に批判的な点で同じ派閥に属しており、『元史』儒学伝は許衡に代表されるこの派閥を｢文苑（派）」と呼称している。至元12年（1275年）正月2日、徒単公が科挙を復活させるように進言したが、これに対して楊恭懿は既存の科挙官僚が詩賦に拘り「空文」を作ってきたと批判し、経義・論策に長けた実学に従事する人物を登用するよう進言したと伝えられている。しかしこの頃、シリギの乱が勃発したことで朝廷はモンゴル高原方面への北征に焦点が移り、これを契機としては郷里に帰還した。
至元16年（1279年）、安西王相の派遣により再び楊恭懿は中央に戻り、太史院において改暦に従事するよう命じられた。至元17年（1280年）2月、郭守敬とともに完成させた新たな暦は「授時暦」と名付けられ、元末まで用いられることとなった。「授時暦」がクビライに献上された日、クビライは跪く楊恭懿と許衡に対して立ち上がるよう呼びかけ、それまでの労苦を労ったという。この功績により、集賢学士・兼太史院事に任じられた。
しかし至元18年（1281年）には再び地位を辞して郷里に帰った。至元20年（1283年）には太子賓客、至元22年（1285年）には昭文館学士・領太史院事、至元29年（1292年）には議中書省事の地位をそれぞれ提示されて再官を請われたものの、いずれも断ったという。その後、至元31年（1294年）に70歳にして亡くなった。